# Loxandrus cubanus
Loxandrus cubanus är en skalbaggsart som beskrevs av Tichon Sergeiewitsch Tschitscherine. Loxandrus cubanus ingår i släktet Loxandrus och familjen jordlöpare. Inga underarter finns listade i Catalogue of Life.